# Rohrbachgraben
Rohrbachgraben é uma comuna da Suíça, situada no distrito administrativo de Alta Argóvia, no cantão de Berna. Tem 6,5 km² de área e sua população em 2018 foi estimada em 404 habitantes.